# Силенд

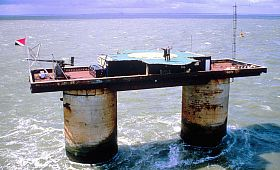
Платформа Рафс-Тауэр (Roughs Tower), на суверенитет над которой претендует княжество Силенд

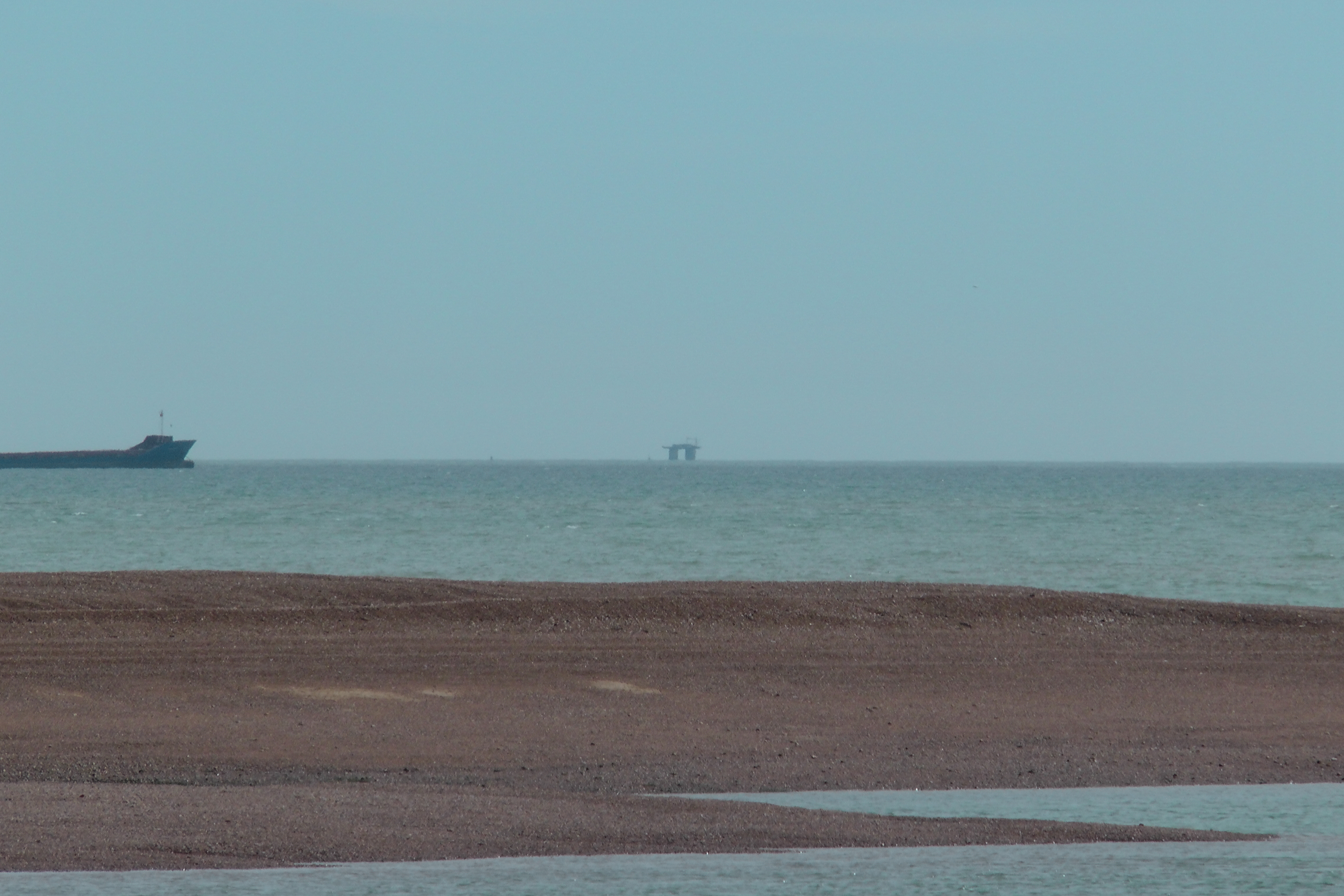
Силенд с берега

Кня́жество Си́ленд (англ. Principality of Sealand, буквально «княжество морской земли») — виртуальное государство, провозглашённое в 1967 году британским отставным майором Пэдди Роем Бейтсом. В некоторых публикациях называется «непризнанным государством».
Претендует на суверенитет над территорией морской платформы в Северном море (де-факто контролирует эту территорию) в 10 километрах от побережья Великобритании и над территориальными водами вокруг. Бейтс провозгласил себя монархом (князем) Силенда, а свою семью — правящей династией. Они и лица, считающие себя подданными Силенда, ведут деятельность по созданию и развитию атрибутики этого княжества, аналогичной атрибутике государств мира (флаг, герб, гимн и т. п.). Первая конституция Силенда вступила в силу в 1975 году.

## Государственный строй
Силенд является конституционной монархией. Глава государства — князь Михаил I Бейтс. Действует конституция, принятая 25 сентября 1975 года, состоящая из преамбулы и семи статей. Распоряжения монарха оформляются в виде декретов. В структуре исполнительной власти четыре министерства: внутренних дел, иностранных дел, энергетики и по делам телекоммуникаций и технологий. Юридическая система основывается на современном британском праве.

## История

### Предыстория Силенда
Физически территория Силенда возникла в ходе Второй мировой войны. В 1942 году ВМС Великобритании соорудили на подступах к побережью серию платформ. Одной из них был Рафс-Тауэр (англ. Roughs Tower). Во время войны на платформах размещались зенитные орудия и находился гарнизон из 200 человек. После окончания военных действий большинство башен было разрушено, но Рафс-Тауэр, будучи за пределами британских территориальных вод, остался нетронутым.

### Захват платформы и основание Силенда
В 1966 году отставной майор британской армии Пэдди Рой Бейтс и его друг Ронан О’Рэйлли выбрали платформу Рафс-Тауэр, к тому времени давно заброшенную, для строительства парка развлечений. Однако через некоторое время они поссорились, и Бейтс стал единственным хозяином острова. В 1967 году О’Рэйлли попытался завладеть островом и использовал для этого силу, однако Бейтс оборонялся при помощи винтовок, дробовиков, бутылок с зажигательной смесью и огнемётов, и атака О’Рэйлли была отбита.
Рой не стал строить парк развлечений, но выбрал платформу для базирования своей пиратской радиостанции Britain’s Better Music Station, однако эта радиостанция ни разу не вещала с платформы. 2 сентября 1967 года он объявил о создании суверенного государства и провозгласил себя князем Роем I. Этот день отмечается как главный государственный праздник Силенда.

### Конфликт с Великобританией
В 1968 году британские власти попытались занять платформу. К ней подошли патрульные катера, и Бейтсы ответили предупредительными выстрелами в воздух. До кровопролития дело не дошло, но против майора Бейтса как британского подданного был начат судебный процесс.

### Попытка государственного переворота

Герб Силенда

В августе 1978 года в стране произошёл путч вследствие конфликта интересов князя и премьер-министра Силенда графа Александра Готфрида Ахенбаха (англ. Alexander Gottfried Achenbach) в вопросе привлечения в страну инвестиций. Ситуация дошла до взаимных обвинений в антиконституционных намерениях. Во время отсутствия князя, который вёл в Австрии переговоры с инвесторами, Ахенбах с группой голландских граждан высадился на острове. Молодой принц Майкл был заперт в подвале, а затем вывезен в Нидерланды, где он бежал от похитителей. В итоге князь отстоял свою власть.
Правительство Силенда действовало в точном соответствии с нормами международного права. Пленные иностранные наёмники были вскоре отпущены согласно Женевской конвенции об обращении с военнопленными. Организатор переворота, граф Ахенбах, был смещён со всех постов и осуждён за государственную измену. Британский МИД отказался вмешиваться в этот вопрос, но граф также имел и германское гражданство, и дипломатам ФРГ пришлось вести переговоры непосредственно с Силендом. На остров прибыл старший юрисконсульт немецкого посольства в Лондоне доктор Нимюллер. Князь Рой потребовал дипломатического признания Силенда, но в итоге, учитывая бескровный характер неудавшегося путча, отпустил Ахенбаха.

Территориальные воды, на которые претендует Силенд

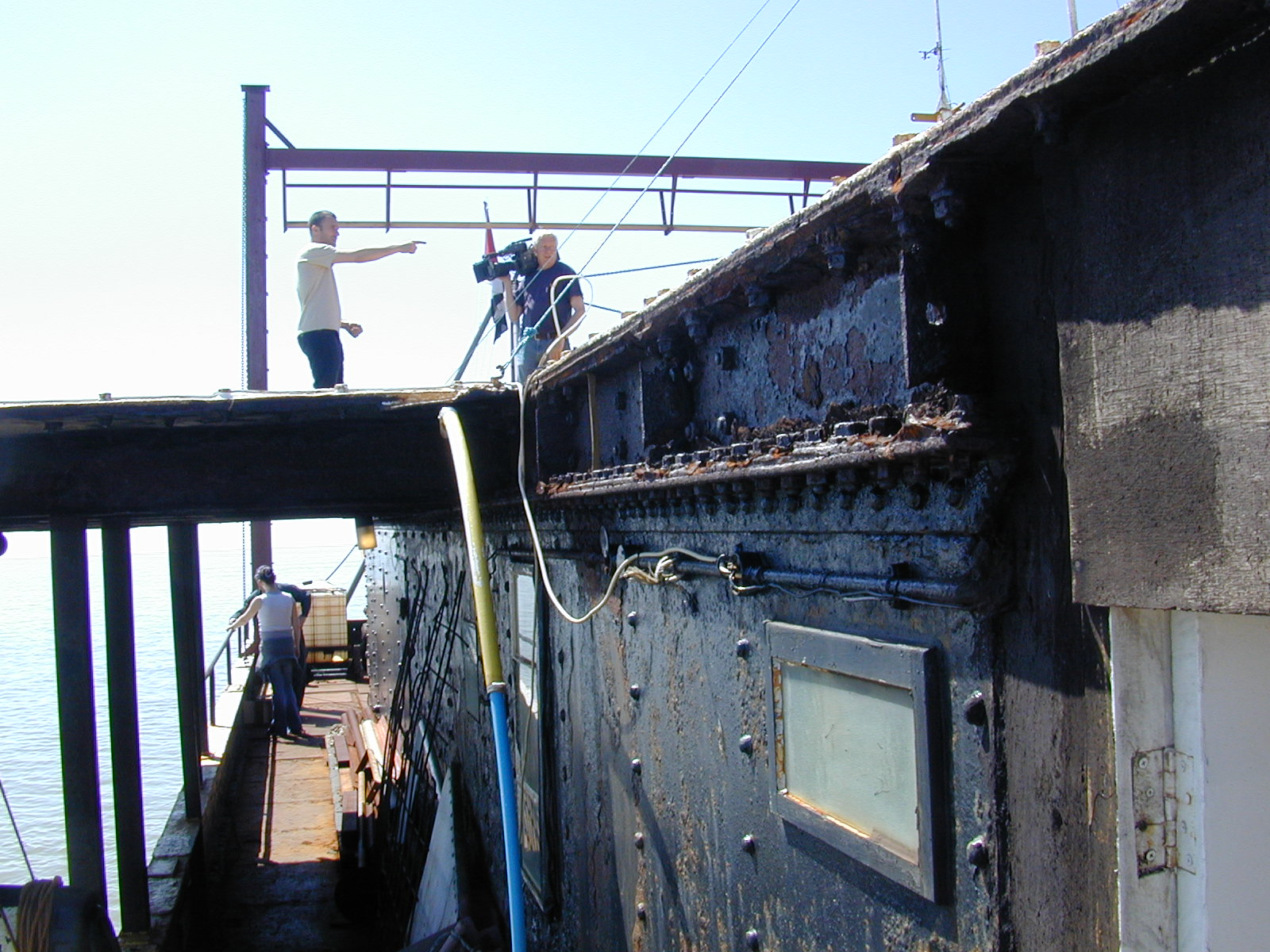
Съёмки документального фильма на Силенде

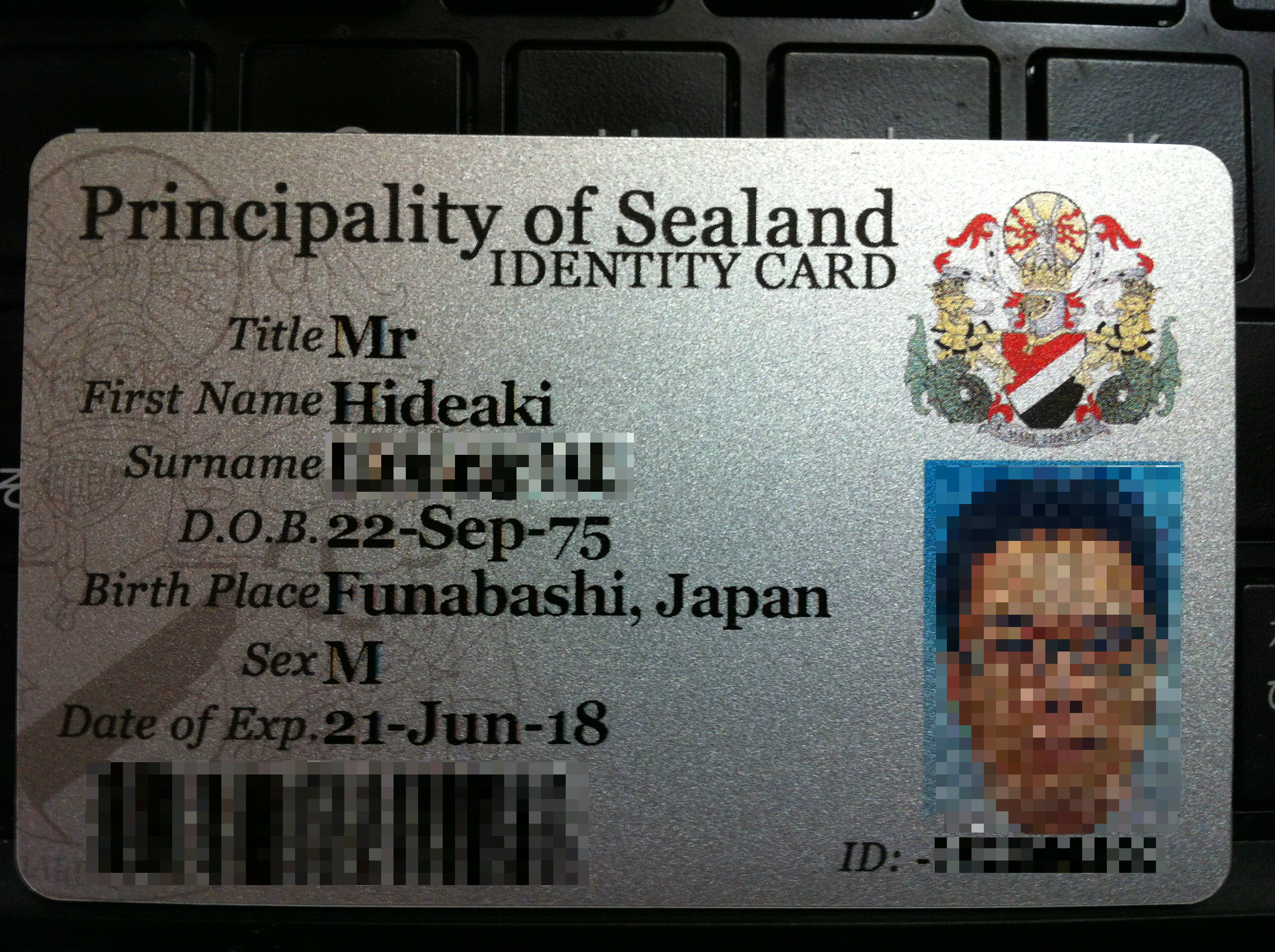
Идентификационная карточка Силенда

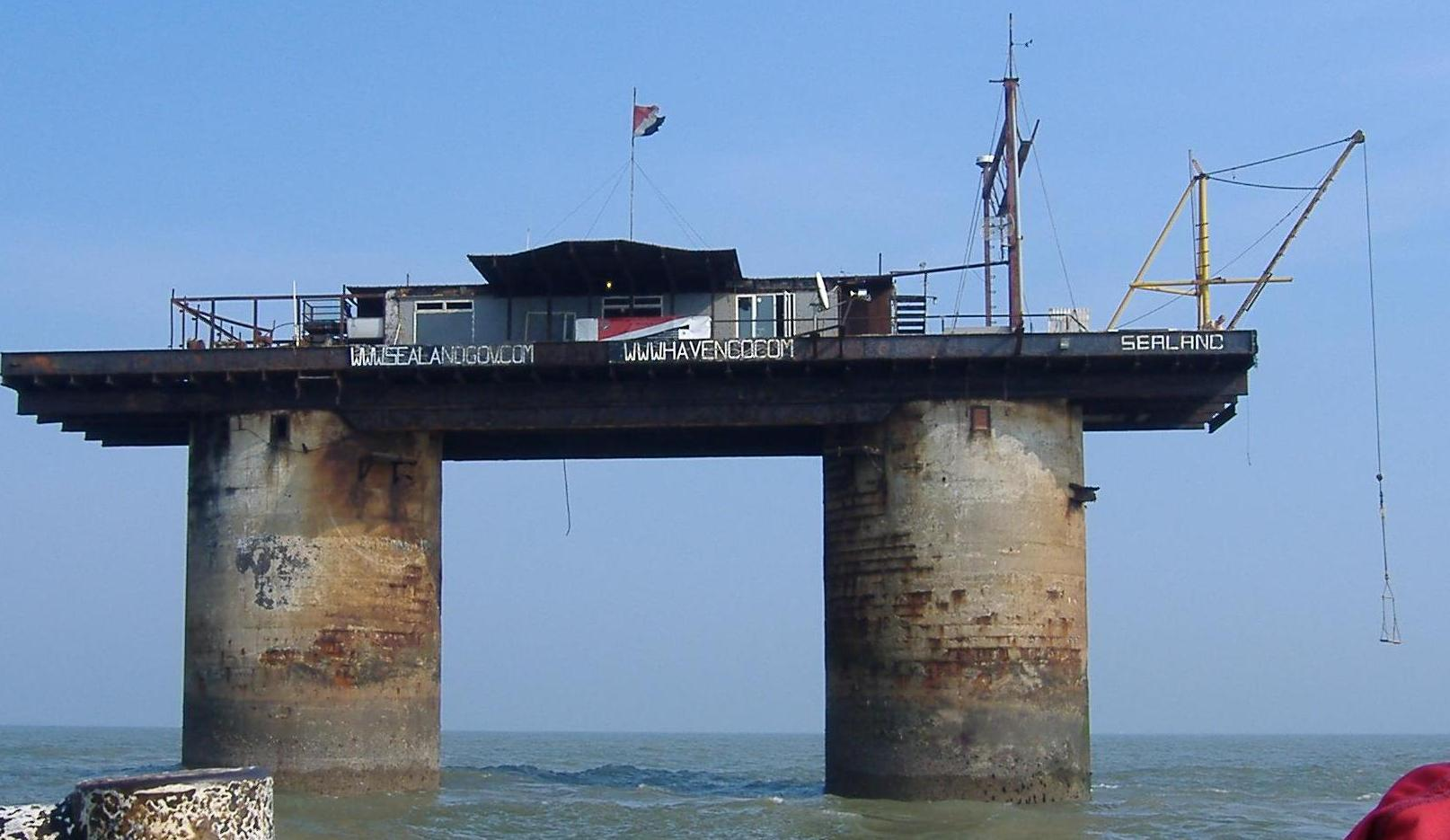
Силенд после пожара

Бывший премьер-министр создал правительство Силенда в эмиграции, располагающееся в ФРГ. Также Ахенбах утверждал, что является председателем силендского Тайного Совета. В январе 1989 года он был арестован властями ФРГ, после чего передал свой пост министру по экономическому сотрудничеству Йоханнесу Зайгеру (англ. Johannes W. F. Seiger), который вскоре стал премьер-министром. Зайгер был переизбран в 1994 и 1999 годах.

### Расширение территориальных вод
30 сентября 1987 года Великобритания объявила о расширении своих территориальных вод с 3 до 12 морских миль. На следующий день аналогичное заявление сделал Силенд. Реакции со стороны британского правительства на расширение территориальных вод Силенда не было. Этот факт рассматривается сторонниками независимости Силенда как факт его признания.

### Силендские паспорта
В 1997 году в поле зрения Интерпола попал разветвлённый интернациональный синдикат, наладивший торговлю фальшивыми силендскими паспортами. Свыше 150 тысяч фальшивых паспортов, в том числе дипломатических, водительских удостоверений, университетских дипломов и других поддельных документов были проданы гражданам Гонконга и Восточной Европы. В нескольких европейских странах были зафиксированы попытки открытия банковских счетов и приобретения оружия по силендским паспортам. Штаб-квартира злоумышленников находилась в Германии, сфера деятельности охватывала Испанию, Великобританию, Францию, Словению, Румынию и Россию. После этого правительство Силенда прекратило выпуск паспортов, заменив их ID картами. В 2017 году выпуск паспортов был возобновлён.

### Сотрудничество Силенда и HavenCo
В 2000 году фирма HavenCo разместила в Силенде свой хостинг, взамен правительство обязалось гарантировать незыблемость законодательства о свободе информации, так как в Силенде разрешается всё, кроме спама, хакерских атак, взрослой и детской порнографии. HavenCo надеялась, что расположение на суверенной территории спасёт её от действия ограничений британского интернет-законодательства. HavenCo прекратила своё существование в 2008 году.

### Пожар на Силенде
23 июня 2006 года на платформе разгорелся пожар, причиной которого называли короткое замыкание. Огонь уничтожил практически все постройки. В результате пожара один пострадавший был доставлен спасательным вертолётом Британских BBC в одну из больниц Великобритании. Государство было восстановлено к ноябрю того же года.

### Продажа Силенда
В январе 2007 года владельцами страны было озвучено намерение о её продаже. Сразу после этого торрент-сайт The Pirate Bay начал сбор средств на приобретение Силенда. В январе 2009 года испанское агентство недвижимости Inmo-Naranja объявило о намерении выставить Силенд на продажу за 750 миллионов евро.

### Туризм в Силенде
Правительство Силенда на своём официальном сайте объявило о начале туристических поездок с лета 2012 года. По состоянию на 19 июля 2012 сообщалось, что программа туризма будет доступна этим же летом.

### Михаил (Майкл) I Бейтс
С 1999 года принцем-регентом Силенда стал Майкл I Бейтс (сын Пэдди Роя Бейтса; род. 1952), силендский политический деятель, проживающий в Великобритании. В октябре 2012 года, после смерти Пэдди Бейтса, унаследовал титул «Генерал-адмирал Силенда князь Майкл I Бейтс».

## Экономика
Силенд участвовал в нескольких коммерческих операциях, включая выпуск монет, почтовых марок. Также некоторое время камуфляжные паспорта Силенда выдавались некой испанской группировкой. За деньги можно приобрести гражданство Силенда и дворянский титул.

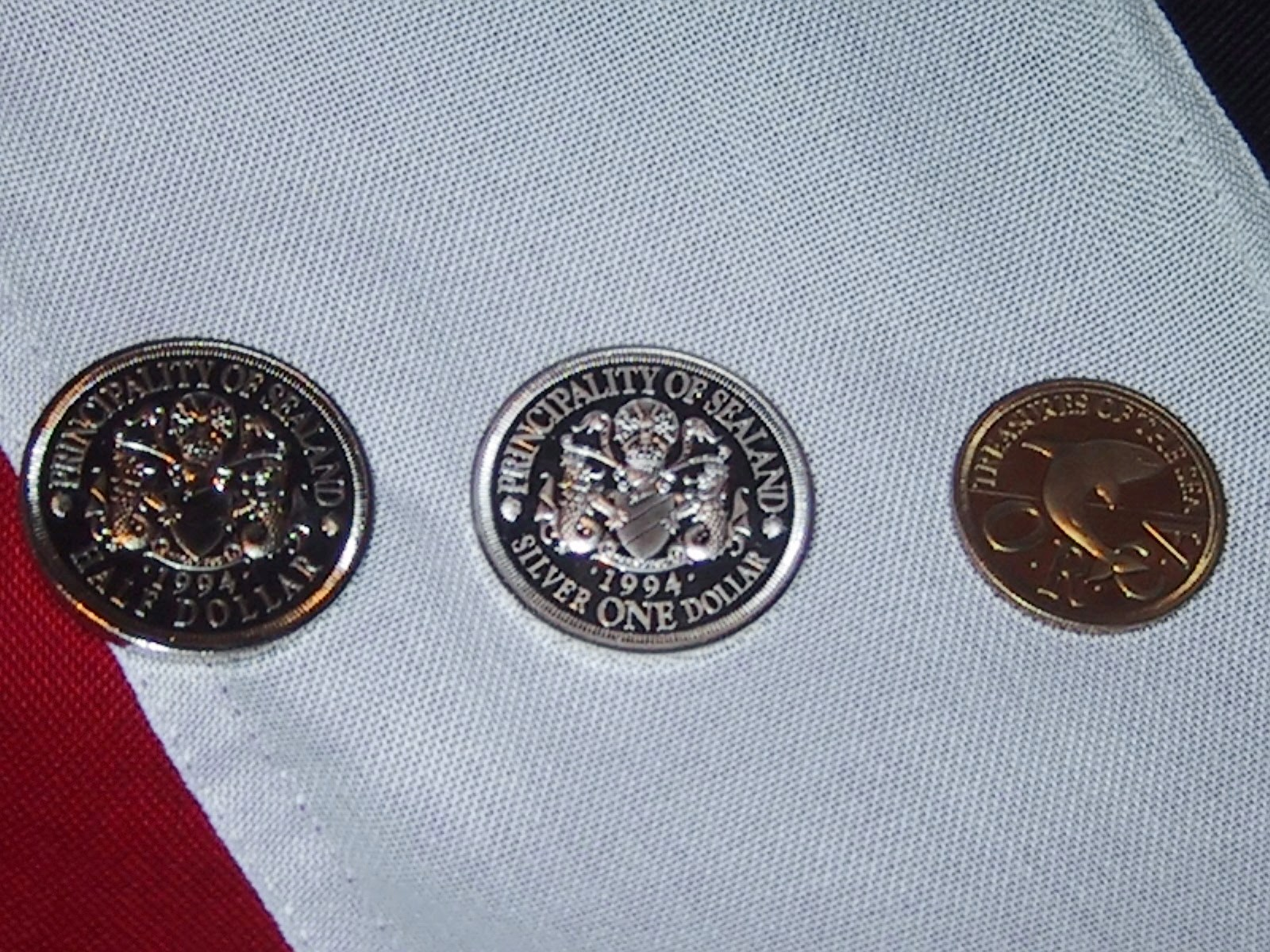
Монеты Силенда, слева направо: ½ доллара, серебряный доллар и ¼ доллара

### Монеты
В 1972 году в нумизматических целях Силенд начал чеканить монеты:
| Достоинство  | Материал              | Год выпуска |
| ------------ | --------------------- | ----------- |
| ¼ доллара    | бронза                | 1994        |
| ¼ доллара    | серебро               | 1994        |
| ½ доллара    | медно-никелевый сплав | 1994        |
| ½ доллара    | серебро               | 1994        |
| 1 доллар     | бронза                | 1994        |
| 1 доллар     | серебро               | 1994        |
| 2½ доллара   | бронза                | 1994        |
| 10 долларов  | серебро               | 1972        |
| 10 долларов  | серебро               | 1977        |
| 30 долларов  | серебро               | 1972        |
| 100 долларов | золото                | 1977        |

У монет 1970-х годов на аверсе изображён портрет одного из монархов, на реверсе — герб Силенда. В 1990 году выпущены сто долларов в серебре с портретом Йоханнеса Зайгера, премьер-министра Силенда. На монетах 1972 года герба не было, был изображён парусник на волнах. Позже на аверсе монет 1990-х годов — изображение косатки.
20 долларов имели изображение княгини Иоанны (серебро, 1975 год). 10 долларов 1977 года выпускались двух видов: 2000 экземпляров, с изображением князя Роя и 2000 экземпляров с изображением княгини Иоанны.
Уже при князе Михаиле в 2012, 2017, 2019 и 2022 годах состоялись выпуски памятных серебряных монет номиналом 25 долларов, посвящённые памяти обоих родителей, 50-летию независимости Силенда и 70-летию князя Михаила.

### Марки

Почтовая марка Силенда, 1970 год

Первые марки Силенда с портретами великих мореплавателей были выпущены в 1968 году. Рой I намеревался вступить во Всемирный почтовый союз. Для этого в октябре 1969 года он прислал в Брюссель своего эмиссара с почтовым грузом из 980 писем.

## Религия
В Силенде действует Силендская Англиканская церковь, основанная 15 августа 2006 года. На территории Силенда была построена часовня во имя святого Брендана, управляемая митрополитом.

## Спорт
В Силенде есть люди, занимающиеся различными видами спорта, например, мини-гольфом. Также Силенд зарегистрировал свою сборную по футболу в числе непризнанных сборных.